# Masatoshi Tobitsuka
Masatoshi Tobitsuka –en japonés, 飛塚 雅俊, Tobitsuka Masatoshi– (25 de junio de 1977) es un deportista japonés que compitió en judo. Ganó una medalla de bronce en el Campeonato Asiático de Judo de 2000 en la categoría de –90 kg.

## Palmarés internacional
| Campeonato Asiático | Campeonato Asiático | Campeonato Asiático | Campeonato Asiático |
| Año                 | Lugar               | Medalla             | Categoría           |
| ------------------- | ------------------- | ------------------- | ------------------- |
| 2000                | Osaka (Japón)       | Medalla de bronce   | –90 kg              |